# Sebastián Eguren
Sebastián Eguren Ledesma, född 8 januari 1981 i Montevideo, är en uruguayansk före detta fotbollsspelare som senast spelade för den uruguayanska  klubben Nacional, i Primera División de Uruguay. Han är känd för allsvensk publik för att ha spelat för Hammarby (2006–2007) och AIK (2010).
Eguren har två medborgarskap, ett uruguayansk och ett svenskt.

## Klubbkarriär

### Hammarby IF Fotboll
Eguren debuterade i Hammarby den 18 juli 2006 på Årsta IP, i en träningsmatch mot Örebro SK. 5 december samma år skrev Eguren på ett 3-årskontrakt med klubben. I Hammarby IF utvecklades dock Egurens offensiva egenskaper som gjorde honom till en av allsvenskans bästa målskyttar säsongen 2007.

### Villareal CF
Den 30 januari 2008 skrev Eguren på ett lånekontrakt för Villareal. I maj 2008 skrev han på ett 3-årskontrakt med klubben. I slutet mot 2009 tappade Eguren sin ordinarie plats i startelvan mot Bruno Soriano Llido, och i januari 2010 beslöt Villareals ledning att släppa uruguayanen. Lazio visade intresse och en övergång var så gott som klar. Under den medicinska undersökningen visade Eguren dock ett för högt blodtryck som gjorde att Lazio backade ur affären. Eguren lider av hypertoni.

### AIK Fotboll
Den 19 februari 2010 meddelades det på AIK:s presskonferens att Sebastián Eguren var klar för AIK Fotboll på låneavtal fram till den sista juni 2010. Eguren ville starta om sin karriär och komma i form till VM 2010. Lånet var väldigt kontroversiellt då Eguren tidigare uttryckt sin kärlek för rivalen Hammarby. Egurens tid i AIK ansågs ofta av media vara en flopp. Samtidigt som VM 2010 arrangerades blev det klart att Eguren skulle få återvända till La Liga, nu till Sporting Gijón.

## Internationell karriär
Eguren spelar för det uruguayanska landslaget där han har gjort 28 landskamper (per den 12 juli 2010). Han debuterade mot Bolivia den 13 juli under Copa América 2001. Eguren deltog i ett antal matcher inför VM 2002 i Korea/Japan. Mellan åren 2003 till 2008 spelade inte Eguren i landslaget. Den 28 maj 2008 spelade Eguren åter i landslaget, nu i en träningslandskamp mot Norge i Oslo. Eguren deltog i Uruguays trupp i VM 2010. 

### Landslagsmål
| Nr | Datum            | Plats                                          | Motståndare | Mål   | Resultat | Matchtyp                |
| -- | ---------------- | ---------------------------------------------- | ----------- | ----- | -------- | ----------------------- |
| 1. | 28 maj 2008      | Ullevaal Stadion, Oslo, Norge                  | Norge       | 1 – 2 | 2–2      | Vänskapsmatch           |
| 2. | 20 augusti 2008  | Sapporo Dome, Sapporo, Japan                   | Japan       | 0 – 1 | 1–3      | Vänskapsmatch           |
| 3. | 6 september 2008 | Estadio El Campín, Bogotá, Colombia            | Colombia    | 0 – 1 | 0–1      | Kvalspelet till VM 2010 |
| 4. | 11 februari 2009 | June 11 Stadium, Tripoli, Libyen               | Libyen      | 0 – 1 | 2–3      | Vänskapsmatch           |
| 5. | 9 september 2009 | Estadio Centenario, Montevideo, Uruguay        | Colombia    | 3 – 1 | 3–1      | Kvalspelet till VM 2010 |
| 6. | 8 oktober 2010   | Gelora Bung Karno Stadium, Jakarta, Indonesien | Indonesien  | 1 – 4 | 1–7      | Vänskapsmatch           |
| 7. | 10 juni 2012     | Estadio Centenario, Montevideo, Uruguay        | Peru        | 4 – 2 | 4–2      | Kvalspelet till VM 2014 |